# کسیله بن لمزم
کسیله بن لمزم (به زبان بربر:ⴰⴾⵙⵉⵍ) یکی از سرداران بربر ساکن افریقیه که توانست از شرایط آشفته سپاهیان مسلمان استفاده کرده و مناطقی از افریقیه را فتح کند.

## شرح زندگانی وی

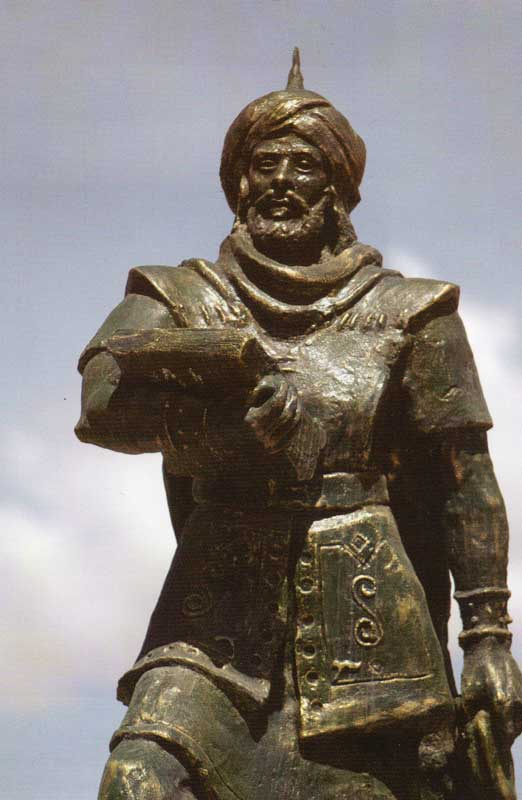
مجسمه کسیله بن لمزم

بعد از فتح افریقیه و رسیدن ارتش اسلام به اقیانوس به فرماندهی عقبه بن نافع، بربرهای ساکن آن مناطق با اعراب پیمان صلح و دوستی بسته و به اسلام گرویدند از جمله کسیله بن لمزم.
بعد از پرکنده شدن سپاهیان عقبه، کسیله از این موقعیت استفاده کرده و علم مخالفت برافراشت که در این هنگام گروه کثیری از رومیان و بربرهای مخالف مسلمانان با او همراه شده و آماده حمله و بازپس‌گیری مناطق مختلف افریقیه از جمله قیروان شدند. با رویارویی طرفین، نبرد سخت و سنگینی بین طرفین به رهبری عقبه بن نافع و کسیله بن لمزم رخ داد (سال ۶۲ هجری) که سرانجام مسلمانان از کسیله شکست خورده و عقبه و گروهی از سردارانش کشته شدند و سپاهیانش مجبور شدند به قیروان عقب‌نشینی کنند؛ و با پیشروی لشکر کسیله به قیروان، مسلمانان با رهبری زهیر بن قیس بلوی به برقه بازگشتند و به دفاع از شهر پرداختند. در این حین نیز کسیله به فتح و غارت مناطق افریقیه مشغول بود و پس از پایان آن، در قیروان مستقر شد.
بعد از به خلافت رسیدن عبدالملک بن مروان در شام، وی به فکر بازپس‌گیری مناطق از دست رفته افریقیه و قیروان کرد بنابراین لشکر گرانی به کمک زهیر بن قیس بلوی فرستاد. سرانجام با رسیدن نیروهای کمکی، در نزدیکی قیروان بین طرفین جنگی رخ داد که با شکست کسیله همراه بود و خود او نیز در جراحتی کشته شد.